# تريفور وليامز (عالم)
تريفور وليامز (بالإنجليزية: Trevor Williams)‏ هو عالم بريطاني، ولد في 21 يونيو 1938، وتوفي في 30 مارس 2015.